# سارا غران
سارا غران (بالسويدية: Sara Grahn)‏ هي لاعبة هوكي الجليد سويدية، ولدت في 25 سبتمبر 1988 في Östansjö ‏ في السويد.

## وصلات خارجية
- سارا غران على موقع EliteProspects.com (الإنجليزية)
- سارا غران على موقع Eurohockey.com (الإنجليزية)
- سارا غران على موقع أوليمبيديا (الإنجليزية)
- سارا غران على موقع اللجنة الأولمبية السويدية (السويدية)